# Bataisk

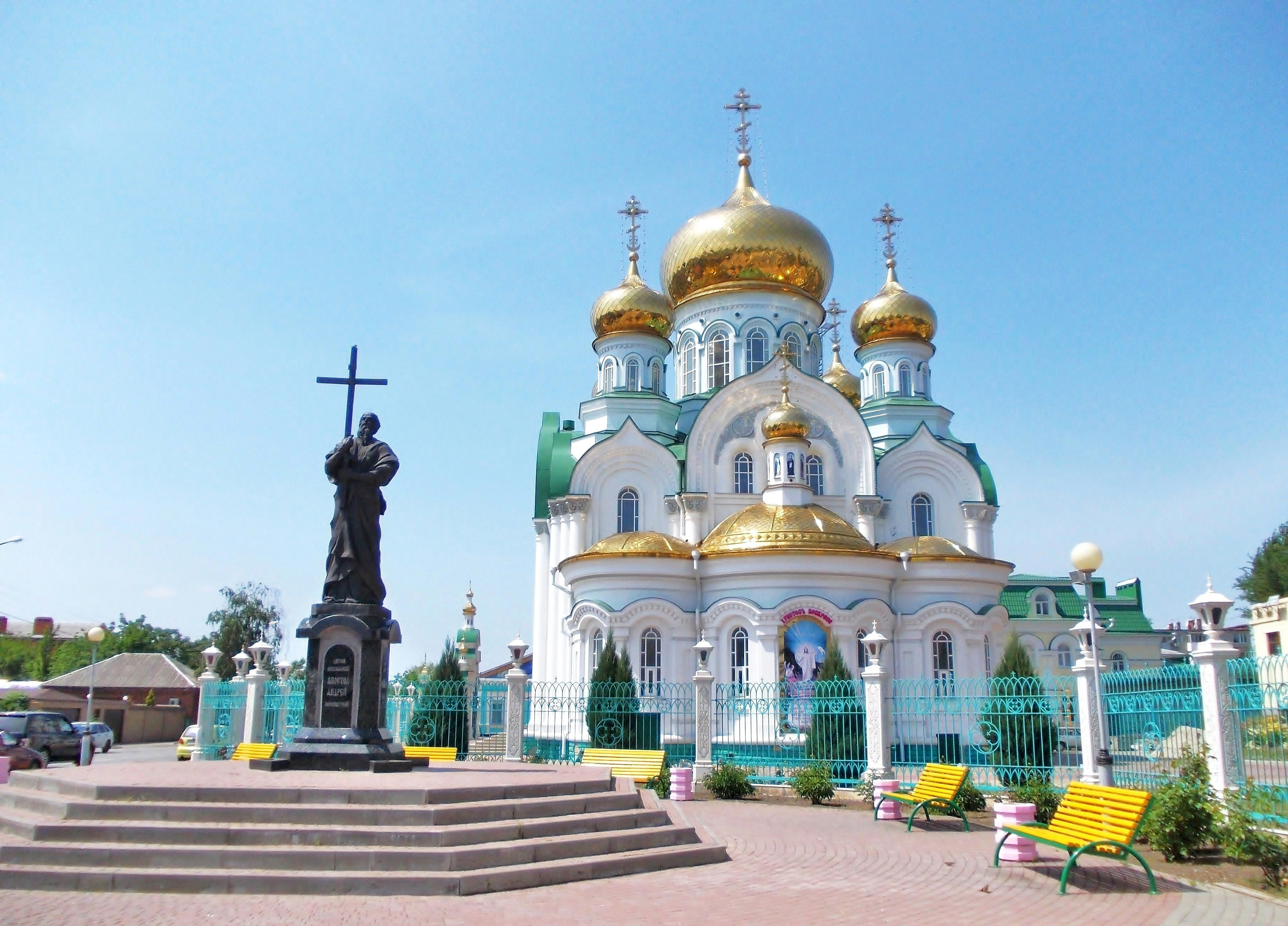

Bataisk (ru. Батайск) este un oraș din Regiunea Rostov, Federația Rusă și are o populație de 107.438 locuitori.